# SMS V 160
V 160 – niemiecki niszczyciel z okresu I wojny światowej. Jedenasta jednostka typu V 150. Po wojnie przekazany w ramach reparacji wojennych Wielkiej Brytanii i tam złomowany w 1922 roku.